# Nephrolepis pickelii
Nephrolepis pickelii är en spjutbräkenväxtart som beskrevs av Eduard Rosenstock. Nephrolepis pickelii ingår i släktet Nephrolepis och familjen Nephrolepidaceae. Inga underarter finns listade.